# Chamelet

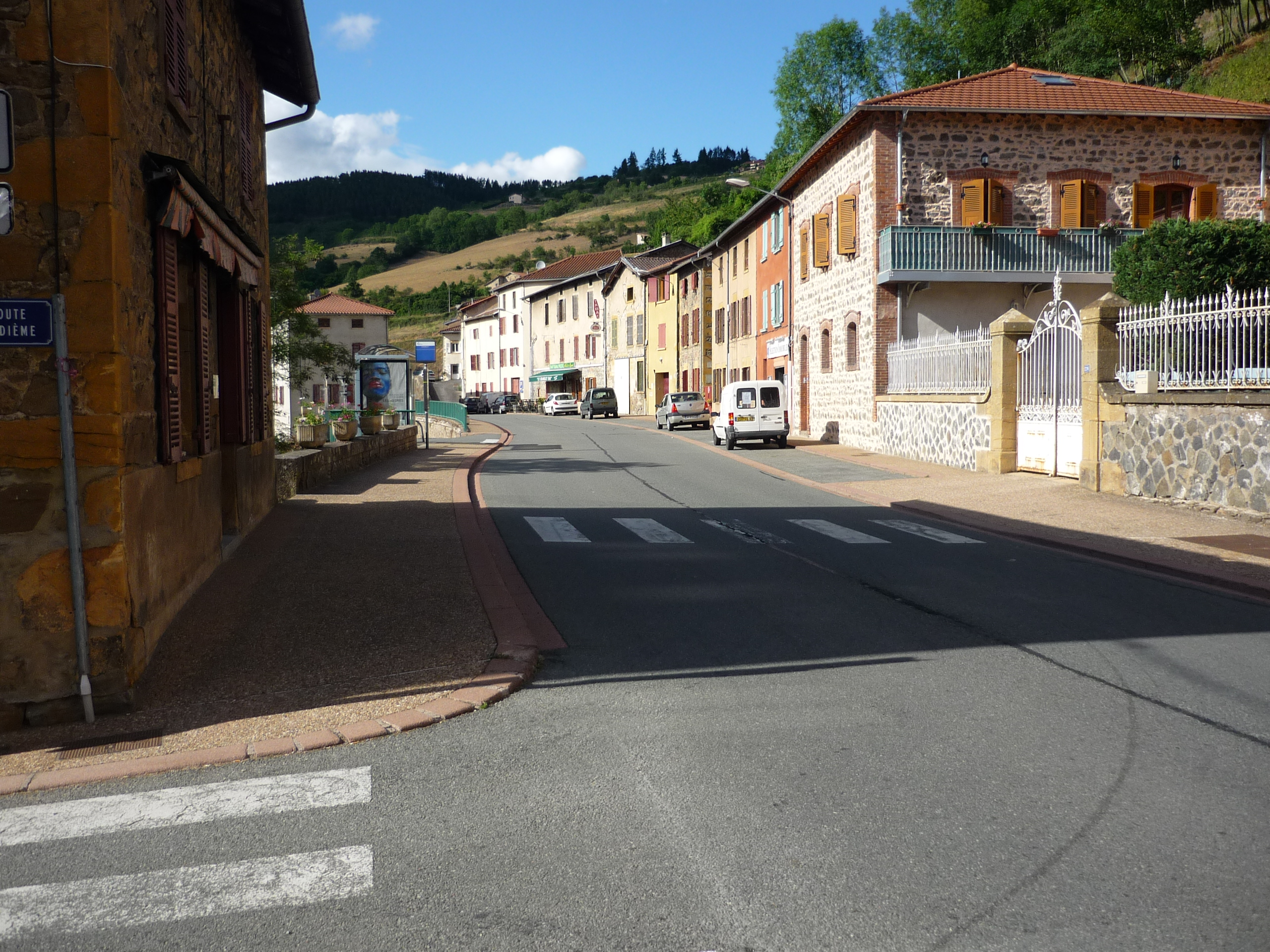
Chamelet, 2011

Chamelet – miejscowość i gmina we Francji, w regionie Owernia-Rodan-Alpy, w departamencie Rodan.
Według danych na rok 1990 gminę zamieszkiwało 510 osób, a gęstość zaludnienia wynosiła 35 osób/km² (wśród 2880 gmin regionu Rodan-Alpy Chamelet plasuje się na 1137. miejscu pod względem liczby ludności, natomiast pod względem powierzchni na miejscu 801.).